# John Roselli
John Roselli, nato come Filippo Sacco e soprannominato "Handsome Johnny" (Esperia, 4 luglio 1905 – Miami, 9 agosto 1976), è stato un mafioso italiano naturalizzato statunitense, membro di alto rango nella Chicago Outfit, nonché suo rappresentante a Las Vegas e Los Angeles.

## Biografia

### Primi anni
Filippo Sacco nacque ad Esperia, in Terra di Lavoro (circa l'attuale provincia di Caserta ma attualmente in provincia di Frosinone) il 4 luglio 1905. Suo padre, Vincenzo Sacco, si trasferì negli USA da solo. Filippo lo raggiunse con la madre Miriantonia Pascale  nel 1911, a Somerville, vicino a Boston.
Nel 1922, commise un omicidio e dovette fuggire a Chicago, dove cambiò il nome da Filippo Sacco in John Roselli.
Il suo nuovo cognome fu un tributo all'artista italiano del Rinascimento Cosimo Rosselli.
Divenne successivamente membro della Chicago Outfit, con il soprannome di Handsome Johnny (Johnny Bello), per via del suo bell'aspetto.
Non è chiaro il motivo, ma Roselli si trasferì a Los Angeles nel 1924. Alcuni ritengono fosse stato su richiesta di Al Capone o Frank Nitti, perché sorvegliasse gli interessi della Outfit nella West Coast, specie nell'industria cinematografica.
Così Roselli si associò alla famiglia di Los Angeles, gestita da Jack Dragna.
Roselli era amico del produttore Bryan Foy, che assegnò ad Roselli l'incarico di produttore della sua Eagle Lion Studios, dove produsse diversi film di gangster.
Nel 1940 fu invischiato nell'estorsione da milioni di dollari della Outfit all'industria cinematografica.

### Anni '40
Nel 1942 Roselli fu incriminato per racket, insieme al sindacalista cinematografico George Brown ed al racketeer e magnaccia William Morris Bioff. L'avvocato di Roselli non era altri che Frank DeSimone.
Nel 1942, Roselli si arruolò nella United States Army, in cui rimase fino al 1943, quando fu arrestato. In quell'anno furono giudicati colpevoli altri 10 membri dell'Outfit, tra cui Frank Nitti, che si suicidò perché claustrofobico.
I condannati scontarono solo 3 anni e mezzo, e furono rilasciati nel 1947 in libertà condizionale. Si ritiene che ciò sia dovuto grazie al faccendiere dell'Outfit Murray Humphreys, che usò la sua amicizia con il procuratore generale Tom Clark per far ottenere il rilascio anticipato della Outfit.
Un'idea dell'influenza di Roselli si ebbe anche nel 1948, quando Tony Accardo promosse Roselli come capodecina nella fazione di Los Angeles/Nevada.
Roselli, come primo atto, si recò dal presidente della Columbia Pictures Harry Cohn, e gli presentò un'attrice allora sconosciuta, Marilyn Monroe, garantendo un lucroso contratto pluriennale.
Cohn, che di solito era combattivo con tutti, accettò senza discutere le condizioni di Roselli, anche perché la Outfit aveva finanziato la Columbia di Cohn.

### Anni '50
Nel 1955, Roselli si trasferì a Las Vegas, che era diventata la mecca del gioco d'azzardo del Mondo.
Oltre che fare da tramite tra la famiglia di Los Angeles e la Outfit, Roselli era anche il responsabile di questa per la "scrematura" dei casinò. Tuttavia, all'FBI risultava impiegato come produttore presso la Monogram Pictures.

### Anni '60
La rivoluzione cubana di Fidel Castro del 1959 aveva distrutto le ambizioni della mafia americana verso Cuba.
La CIA reclutò così Robert Maheu perché facesse da mediatore tra gli uomini d'affari anti-castristi. Tra questi figurava Roselli, che faceva da rappresentante per tali "Sam Gold" e "Joe" (rispettivamente Sam Giancana e Santo Trafficante Jr.).
Nel 1961 fallirono diversi attentati alla vita di Castro, così la mafia tentò di nuovo finanziando lo Sbarco nella Baia dei Porci, fallito anche questo.
Robert Kennedy era frustrato dal fatto che la CIA si accordasse con la mafia, che continuò nei suoi tentativi fino alla Crisi dei missili di Cuba.
Successivamente, nel 1963, l'amico di Roselli Frank Sinatra lo sponsorizzò per l'adesione al Friars Club. Alcuni ne ritengono anche il coinvolgimento nell'Assassinio di John F. Kennedy.
Nel 1968, Roselli fu processato per soggiorno illegale negli Usa, chiedendone l'estradizione in Italia. Roselli tuttavia si oppose strenuamente, ed alla fine rimase negli States.

### Anni '70
Nel 1975, Roselli riprese parte all'Operazione Mongoose, su cui fu chiamato a testimoniare dal senatore Frank Church. Roselli tuttavia riferì solo che Sam Giancana fu ucciso qualche giorno prima a casa sua da uno sconosciuto. Dopo la testimonianza, Roselli lasciò definitivamente anche Las Vegas per trasferirsi a Miami, in Florida.
Il 23 aprile 1976 Roselli testimoniò anche davanti ad una commissione sull'omicidio di John Kennedy. Tre mesi dopo, Roselli fu richiamato a testimoniare, ma non si presentò. Essendo scomparso il 28 luglio, il 3 agosto il senatore Howard Baker, membro della commissione, chiese all'FBI di indagare sulla scomparsa di Roselli.

## Morte
Il 9 agosto 1976, il corpo di Roselli fu ritrovato in decomposizione in un fusto di carburante di acciaio da 55 galloni, Roselli era stato strangolato e colpito da un proiettile, mentre le sue gambe erano state segate. Si ritiene che Santo Trafficante abbia ordinato l'omicidio, perché Roselli aveva rivelato troppo su Kennedy e l'Operazione Mangoose, violando la regola dell'Omertà.